# Голубой древолаз
Голубой древолаз (лат. Dendrobates azureus) — вид семейства древолазов, по другим данным — одна из цветовых вариаций пятнистого древолаза (Dendrobates tinctorius).

## Внешний вид
Длина тела голубого древолаза до 5 см. Самцы немного мельче самок. У этих амфибий голубое с чёрными пятнами туловище и синие лапки.

## Распространение
Голубой древолаз встречается лишь в небольшом регионе на границе Бразилии, Французской Гвианы, Гайаны и Суринама. Он населяет саванну и тропические леса округа Сипаливини и живёт главным образом на земле, в листве, питаясь мелкими насекомыми. Из-за небольшого ареала этот вид находится под угрозой. Основную опасность для него представляет уничтожение лесов окрестными охотниками. На языке индейцев трио, живущих в Сипаливини, эта лягушка называется «окопипи».

## Поведение
Голубые древолазы активны в дневное время. В отличие от древолазов других видов, голубые древолазы живут в больших, до 50 особей, группах, населяя заросшие кустарником выходы камней по берегам.

## Размножение

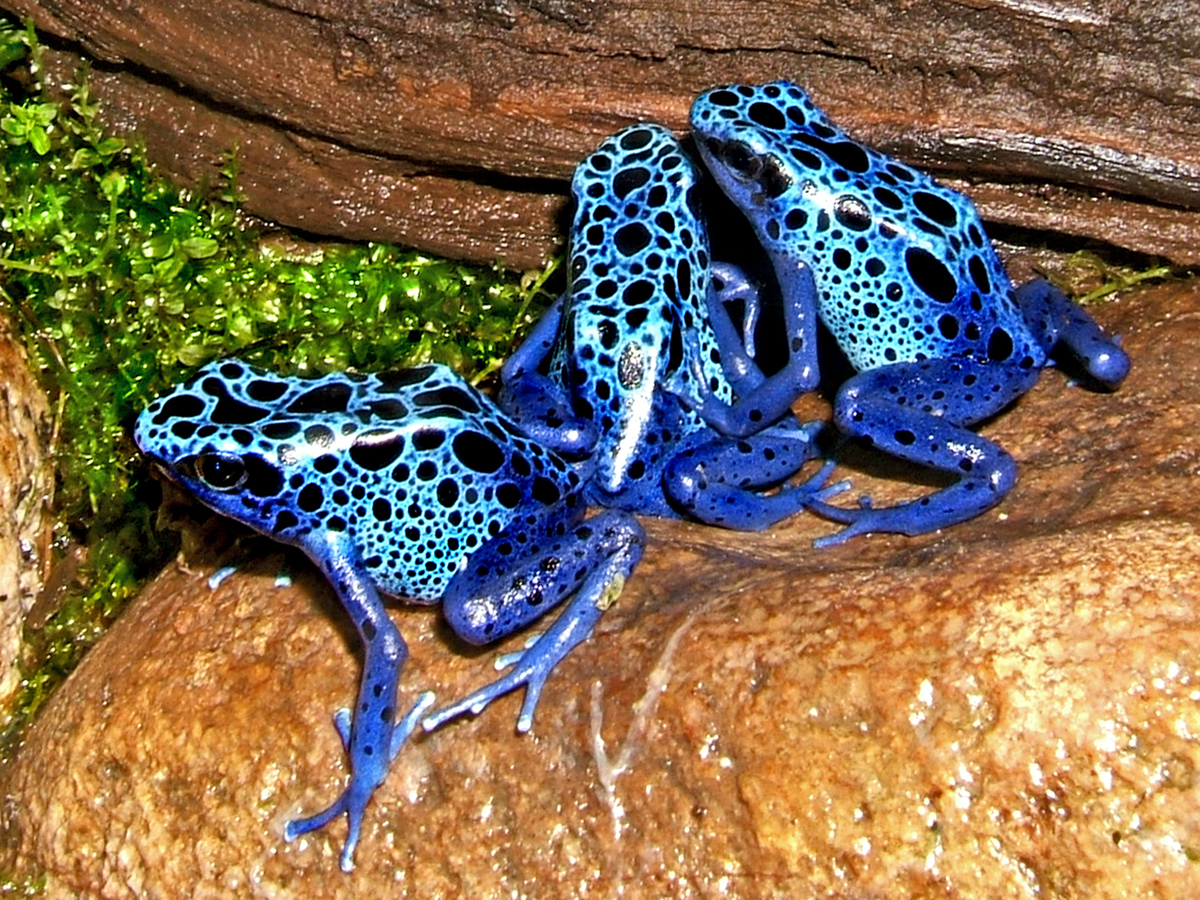

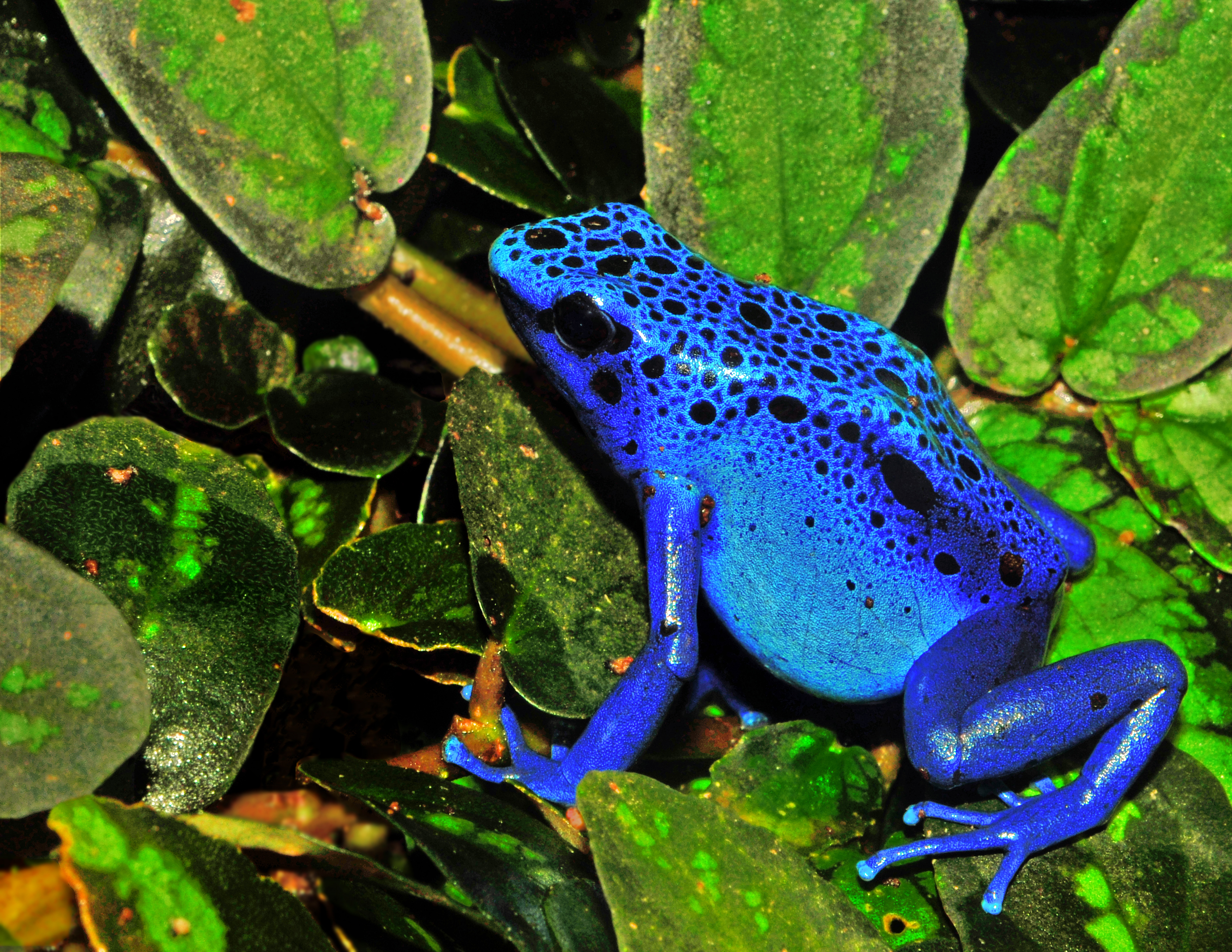
Голубой древолаз

Самки мечут икру в пещерах или на берегах мелких водоёмов. Когда как спустя 12—16 дней появляются на свет головастики, оба родителя транспортируют их в близлежащий водоём. Превращение головастика во взрослую особь длится от 80 до 100 дней.

## Яд
Кожные железы голубого древолаза выделяют слизь, содержащую сильный яд. Этот яд защищает животное как от грибков и бактерий, так и от естественных врагов, которых инстинктивно отпугивает уже сама предупреждающая яркая окраска голубого древолаза. Но по сравнению с родственными видами, например ужасным листолазом (Phyllobates terribilis), этот древолаз обладает не очень токсичным ядом.

## Содержание в неволе
Голубой древолаз, как и многие другие представители семейства древолазов — популярное террариумное животное. В последнее время его довольно часто разводят в искусственных условиях.